# Homoneura mesocombos
Homoneura mesocombos är en tvåvingeart som beskrevs av Kim 1994. Homoneura mesocombos ingår i släktet Homoneura och familjen lövflugor. Inga underarter finns listade i Catalogue of Life.